# Alexander Cachia Zammit
Alexander „Sandy“ Cachia Zammit (* 11. August 1924 in Birżebbuġa; † 30. Juli 2014 in Żejtun) war ein maltesischer Politiker der Partit Nazzjonalista (PN), der zwischen 1955 und 1987 Mitglied des Repräsentantenhauses sowie von 1962 bis 1966 Minister für Arbeit, Auswanderung und soziale Dienste und zwischen 1966 und 1971 Gesundheitsminister war.

## Leben
Cachia Zammit war der Sohn von Alfredo Cachia Zammit, der zwischen 1927 und 1932 für die Partit Nazzjonalista ebenfalls Mitglied des Repräsentantenhauses war. Er absolvierte nach dem Besuch des Lyzeums ein Studium der Medizin an der Royal University of Malta, das er 1946 als Doktor der Medizin (M.D.) abschloss. Nach drei Jahren Tätigkeit als Arzt im öffentlichen Dienst ließ er sich 1949 als praktischer Arzt in Żejtun nieder.
Bei den Wahlen am 26. und 28. Februar 1955 wurde er als Kandidat der PN erstmals zum Mitglied des Repräsentantenhauses gewählt, dem er bis zum 9. Mai 1987 angehörte. Nach dem Sieg der PN bei den Wahlen am 17. und 19. Februar 1962 wurde Cachia Zammit von Premierminister Ġorġ Borg Olivier als Minister für soziale Dienste, Arbeit und Auswanderung (Ministru għas-Servizzi Soċjali, Xogħol u Emigrazzjoni) in dessen viertes Kabinett berufen. Im darauf folgenden fünften Kabinett Borg Olivier fungierte er vom  7. April 1966 bis zum 21. Juni 1971 als Gesundheitsminister (Ministru tas-Saħħa).
Cachia Zammit, der sich wie zuvor sein Vater als Präsident des Klubs Banda Beland engagierte, wurde nach seinem Ausscheiden aus dem Repräsentantenhaus 1987 Maltesischer Botschafter beim Heiligen Stuhl. In dieser Funktion engagierte er sich für die Beendigung des Streits mit der römisch-katholischen Kirche. Dieser war insbesondere entstanden als deren sämtliche Kirchengüter auf den Inseln am 29. Juni 1983 durch das damalige vierte Kabinett Mintoff enteignet worden waren. Seine Beziehungen zum Heiligen Stuhl trugen letztlich zur Beendigung des Streits bei, der letztlich im Mai 1990 durch einen Besuch des Papstes Johannes Paul II. endgültig beigelegt wurde.
Für seine langjährigen Verdienste wurde ihm am 13. Dezember 1992 als einer der ersten das Offizierskreuz des National Order of Merit (UOM) verliehen. Aus seiner 1954 geschlossenen Ehe mit Doris Martin gingen die Kinder John und Kathryn hervor. Nach seinem Tode wurde er auf dem Friedhof von Żejtun bestattet.

## Hintergrundliteratur
- It-Tabib Sandy – the Biography of Dr Alexander Cachia Zammit, Kite Group, 2013